# Assessor jurídico
Assessor jurídico é um advogado especialista em alguma área do universo jurídico; pessoa que presta assessoria jurídica no âmbito administrativo e jurisdicional, a pessoas físicas, jurídicas (empresas) e órgãos governamentais, nas questões afetas à Lei e ao Direito. No Brasil, a assessoria jurídica somente pode ser prestada, privativamente, por um Advogado, devidamente inscrito na Ordem dos Advogados do Brasil (OAB), conforme dispõe a Lei nº 8.906, de 04 de julho de 1994.